# Mikroregion Nymbursko
Mikroregion Nymbursko je dobrovolným sdružení obcí z okresu Nymburk. Byl založen na ustavujícím jednání dne 22. června 2004. Zakládajícími členy svazku bylo 18 obcí s rozlohou 145,5 kilometrů čtverečních a s více než 23 000 obyvateli.

## Cíle
Hlavním cílem mikroregionu je komplexní rozvoj území jeho členů. Cíl má být realizován prostřednictvím těchto kroků:
- spolupráce při zpracování místních programů rozvoje a jejich realizaci
- společné řešení dopravní a technické infrastruktury
- společná péče o životní prostředí a památky
- podpora cestovního ruchu, agroturistiky, kultury a sportu
- budování informačních center
- realizace projektů regionálního významu
- propagace svazku a jeho zájmového území
- metodická pomoc při zajišťování finančních podpor pro členy svazku

## Obce sdružené v mikroregionu
- Bobnice
- Budiměřice
- Dvory
- Hořany
- Chrást
- Jizbice
- Kamenné Zboží
- Kostomlátky
- Kostomlaty nad Labem
- Krchleby
- Nymburk
- Oskořínek
- Písty
- Straky
- Zbožíčko
- Žitovlice
- Jíkev